# Melalgus strigipennis
Melalgus strigipennis är en skalbaggsart som först beskrevs av Pierre Lesne 1937.  Melalgus strigipennis ingår i släktet Melalgus och familjen kapuschongbaggar. Inga underarter finns listade i Catalogue of Life.